# Viola sororia
Viola sororia Willd., 1806 è una specie appartenente alla famiglia delle Violacee.

## Distribuzione e habitat
Il suo areale comprende la nord-est della America settentrionale, tra cui Stati Uniti, Canada e in una porzione del Messico orientale. Il suo habitat è solitamente boschi umidi e paludi situate nella metà orientale degli Stati Uniti e del Canada.
È stato scelto come "fiore di stato" da parte dell'Illinois, Rhode Island, New Jersey, e Wisconsin.